# Proméo formation
PROMEO est un centre de formation professionnelle en France orienté vers l'industrie et le tertiaire. Son activité repose sur la formation continue, la formation en alternance et la formation pour les demandeurs d'emploi.

## Origine et implantation régionale
Dans les années 1970, plusieurs structures de formation professionnelle, orientées vers l'industrie, voient le jour dans chacun des départements de Picardie. Au cours du temps, ces structures se rapprochent et fusionnent : Proméo Formation est fondé en 2007 dans l'Oise, tandis que les AFPI (Association de Formation Professionnelle de l’Industrie), CFAI (Centre de Formation des Apprentis de l’Industrie) et AFDE (Association pour la Formation des Demandeurs d'Emploi) de la Somme et de l'Aisne fusionnent en 2008 et forment l'AFPI 8002. Le 1er janvier 2013, le rapprochement de Proméo Formation (Oise) et de l'AFPI 8002 (Aisne et somme) donne naissance à PROMEO.
Le centre de formation est donc présent dans plusieurs villes picardes (Amiens, Beauvais, Compiègne, Friville, Saint-Quentin, Senlis et Soissons). Il emploie 460 collaborateurs permanents et 300 formateurs vacataires, et forme environ 26 000 stagiaires en formation continue et 3000 apprentis en alternance.

## Liens avec l'Union des Industries et des Métiers de la Métallurgie
PROMEO regroupe donc désormais tous les acteurs de la formation professionnels lié à l'UIMM (Union des Industries et des Métiers de la Métallurgie) et affirme avoir pour objectif de permettre aux entreprises industrielles de disposer des compétences dont elles ont besoin, et à cette fin tente d'accompagner les entreprises dans leur démarche de recrutement. Ainsi, PROMEO évalue les besoins présents et futurs, met en œuvre des parcours de formation adaptés et aide les entreprises à recruter.
Les groupements des entreprises de Picardie, membres fondateurs et partenaires de PROMEO (GIRB à Beauvais, GEAC à Clermont, GERC à Creil, Gerco à Compiègne, les groupements du MEDEF Aisne et de l’UIMM 8002) accompagnent, représentent et défendent les intérêts des entreprises quelles que soient leur taille et leur activité.

## Offre de formation et partenaires
Deux types de formations sont disponibles : d'une part, les formations continues sont destinées aux salariés d'entreprise. PROMEO répartit ces formations dans six catégories ("Techniques industrielles et logistique", "Qualité, sécurité, environnement", "langues et cultures étrangères", "Management - Achats - Vente","Ressources humaines" et "Informatique - Gestion - Secrétariat"). D'autre part, les formations par alternance permettent à des apprentis d'obtenir un diplôme ou une qualification en alternance.
PROMEO propose de nombreuses sections de formation en apprentissage, du CAP au diplôme d’ingénieur orientées vers l'industrie. Les formations du supérieur (licences, masters et formation d'ingénieur) sont dispensées conjointement avec plusieurs universités et IUT : les universités de Versailles, Saint-Quentin en Yvelines (Institut Supérieur du Management), de Lorraine, de Grenoble, de Montreuil - Paris 8, du Havre ; les IUT de Tremblay, de l'Oise, d'Amiens et de l'Aisne, ainsi que l'ITII et Groupesa, ISGP...